# Нашік (дивізіон)
Наші́к (англ. Nashik division) — один із 6 дивізіонів у складі штату Махараштра на заході Індії. Розташований на північному заході штату. Адміністративний центр — місто Нашік.

## Адміністративний поділ
До складу дивізіону входить 5 округів та 54 техсіли:
| Населений пункт | Площа, км² | Населення, осіб (2011) | Техсіли |
| --------------- | ---------- | ---------------------- | ------- |
| Ахмаднагар      | 17048      | 4543159                | 14      |
| Джалгаон        | 11765      | 4229917                | 15      |
| Дхуле           | 7195       | 2050862                | 4       |
| Нандурбар       | 5955       | 1648295                | 6       |
| Нашік           | 15530      | 6107187                | 15      |